# 프레데리크 카누테
 프레데리크 우마르 카누테(프랑스어: Frédéric Oumar Kanouté, 1977년 9월 2일 ~ )는 프랑스에서 태어난 말리의 전 축구 선수로, 카누테는 2007년 아프리카 올해의 축구 선수 상을 수상한 바 있다.

## 선수 경력
카누테는 고향 지역의 축구 클럽 올랭피크 리옹에서 활약했었다. 1997년 인터토토컵 경기에서 데뷔했고, 2000년까지 뛰며 40경기에 나와 9골을 넣었다. 그 후 그는 웨스트 햄 유나이티드로 임대후 이적했고, 84경기에 나와 29골을 넣었다. 그는 2002-03시즌 막바지에 토트넘 홋스퍼에 입단했고, 데뷔전에서 골을 넣었다.
카누테는 2005년 8월 17일 세비야 FC로 이적했다. 그는 이적 후 첫 시즌인 2005-06시즌에 32경기에 나와 6골을 넣었었다. 2006-07시즌에는 32경기에 나와 21골을 넣어 좋은 활약을 보여주었는데, 코파 델 레이 결승전에서 헤타페 CF를 상대로 결승골을 넣어 팀의 1-0승리를 이끌었다. 그는 또한 그 해에 열린 UEFA컵에도 나갔는데, RCD 에스파뇰과의 결승전에서도 골을 넣었고 팀은 우승하였다.
2012년 베이징 궈안에 입단하였다.
2004년부터 2010년까지 말리 축구 국가대표팀의 일원으로서 활약하였으며, 39경기에 나와 23골을 넣었다.

## 수상 경력
개인
- 2007 아프리카 올해의 선수

세비야
- 2006 UEFA컵
- 2006 UEFA 슈퍼컵
- 2007 UEFA컵
- 2007 코파 델 레이
- 2007 수페르코파 데 에스파냐